# Spore Creatures
Spore Creatures è uno spin-off del videogioco Spore, sviluppato dalla Foundation 9, in cui il giocatore controlla ed evolve una creatura di sua creazione.

## Modalità di gioco
Il gioco si focalizza sulla fase creatura del capitolo originale, con alcuni elementi di Nintendogs e Drawn to Life; a differenza con Spore, però, le creature sono completamente in 2D, mentre gli ambienti restano in 3D.
Spore Creatures è un gioco basato su una storia, e il giocatore è chiamato ad interpretare un Uggo (Oogie): uno dei vostri simili è stato rapito dagli alieni ed è vostro compito sopravvivere in strane isole, lungo 12 livelli. La creatura viene creata e modificata in un editor, spendendo dei punti per dargli delle nuove parti del corpo oppure nuove abilità; all'inizio, al giocatore vengono dati 20 punti con la quale iniziare a "costruire" la propria creatura.
Il gioco si concentra sulla sopravvivenza, compresa la ricerca del cibo, con minigiochi per coccolare e danzare per farsi nuovi amici. Una grande parte del gioco implica la raccolta di oggetti, permettendo ai giocatori di guadagnare 60 "stemmi" basati su momenti di ed azioni del gioco. I giocatori possono anche effettuare delle side-quest e giocare mini-giochi per sbloccare abilità e 280 parti per la creatura nascoste, che sono date al giocatore da altre creature amichevoli, simile a Animal Crossing.. Alcune parti, poi, garantiscono biopoteri ("Bio-Powers"), come una rapida capacità di guarigione o un respiro infuocato.
Il combattimento consiste in una lotta avviata dal giocatore con un'altra creatura, selezionata per andare in un "combat screen", dove le creature lottano faccia a faccia, uno contro uno.
La versione per Nintendo DS delle funzioni della Sporepedia, invece, assomigliano più al Pokédex di Pokémon che alla versione principale di Spore.

## Multiplayer
Il gioco permette di salvare fino a trenta creazioni, comprese quelle degli amici tramite una connessione peer-to-peer. I giocatori possono far interagire le loro creature tramite Nintendo Wi-Fi Connection: Spore Creatures è, infatti, uno dei giochi per Nintendo DS e Wii che fa uso del Codice Amico.

## Accoglienza
IGN aggiudicò a Spore Creatures un voto di 7.8 su 10, commentando con la frase: "L'avventura principale è lunga, con tonnellate di achievements da sbloccare. Il "creature creator" potrà anche non essere così elaborato come la versione per PC, ma ci sono ancora una tonnellata di funzioni con cui potrete creare i vostri bizzarri organismi". Eurogamer, tuttavia, gli diede una votazione di 5 su 10, dichiarando che il gioco ingnora ciò che di speciale ha Spore, e che "il fantasioso e socievole gioco sandbox sembra come un ripensamento, bloccato in un banale ciclo di fetch-quests e grinding".  Official Nintendo Magazine gli diede 66%, dicendo che per progredire negli stage vengono richieste caratteristiche specifiche del corpo, costringendo il giocatore a modificare costantemente la loro creatura ed eliminando l'intero punto focale del gioco.